# Gran Consiglio (Svizzera)
Gran Consiglio è il nome che definisce i parlamenti dei 26 Cantoni della Svizzera.
Tale termine è utilizzato nel Canton Ticino e nella parte italofona dei Grigioni.

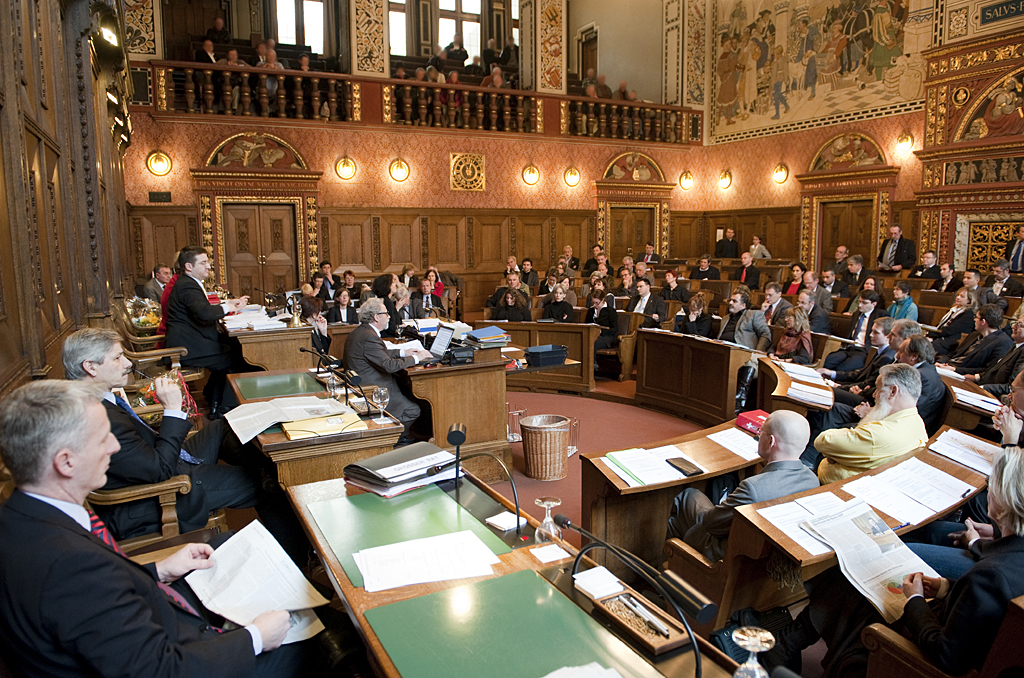
La sala del Gran Consiglio del Canton Basilea Città.

## Denominazioni
Nei Cantoni della Svizzera francese l'organo legislativo cantonale viene denominato Grand Conseil, con l'eccezione del canton Giura, dove è definito Parlement. Nella Svizzera tedesca vengono utilizzati i termini Grosser Rat, Kantonsrat o Landrat a seconda del Cantone. Si possono impiegare i termini generici Kantonsparlament in tedesco e Parlement cantonal in francese (letteralmente, 'parlamento cantonale').

## Funzioni
Nel Canton Ticino, l'organo esecutivo è il Consiglio di Stato, composto da 5 consiglieri di Stato, mentre l'organo legislativo è il Gran Consiglio, composto da 90 membri. Questi 90 granconsiglieri vengono eletti in votazione popolare ogni quattro anni (elezioni cantonali). I seggi sono distribuiti in ragione delle rispettive quote dei vari partiti politici, secondo un sistema politico proporzionale. All'interno dei singoli partiti, vengono eletti i candidati che hanno ricevuto il maggior numero di voti preferenziali. Alcuni partiti prevedono un determinato numero di seggi a seconda delle regioni di provenienza dei candidati (regioni all'interno del Cantone), e vengono eletti, per esempio per una regione con a disposizione 6 seggi, i primi 6 candidati di quella regione.

## Competenze
In Svizzera vige, per così dire, una gerarchia che prevede al primo posto la Confederazione (con le leggi che essa emana), al secondo i Cantoni e al terzo i Comuni. I Comuni devono sottostare alle leggi e alle decisioni dei rispettivi Cantoni, i Cantoni a quelle della Confederazione. I Cantoni godono di una autonomia piuttosto ampia in vari ambiti.

Ognuna di queste entità ha sia un organo legislativo sia un organo esecutivo.

A livello cantonale, come detto, i due organi sono, rispettivamente, il Consiglio di Stato ed il Gran Consiglio.

A livello federale, l'esecutivo è rappresentato dal Consiglio Federale, mentre il legislativo è un parlamento bicamerale, composto da una camera bassa (il Consiglio Nazionale, nel quale ogni cantone ha diritto ad un numero di seggi in proporzione al suo peso demografico, ossia alla sua popolazione) ed una camera alta (Consiglio degli Stati ,dove siedono due rappresentanti per ogni cantone, considerando che i cantoni di Untervaldo, Appenzello e Basilea sono contati come due semi cantoni; Untervaldo è diviso in Obvaldo e Nidvaldo, Appenzello in Appenzello Interno ed Appenzello Esterno mentre Basilea è diviso in Basilea città e Basilea campagna. Queste divisioni esistono per ragioni storiche e influenzano solo il numero di seggi nel Consiglio di Stato e il voto nelle iniziative federali. La nuova costituzione del 1999 enumera ognuno dei 26 cantoni separatamente.

Affinché una legge passi occorre che entrambe le camere la avallino.

A livello comunale l'esecutivo è il Municipio e il legislativo il Consiglio comunale.

I partiti politici più rappresentati in ciascuno dei parlamenti cantonali.

## Gran Consigli
- Gran Consiglio del Canton Appenzello Esterno
- Gran Consiglio del Canton Appenzello Interno
- Gran Consiglio del Canton Argovia
- Gran Consiglio del Canton Basilea Campagna
- Gran Consiglio del Canton Basilea Città
- Gran Consiglio del Canton Berna
- Gran Consiglio del Canton Friburgo
- Gran Consiglio del Canton Ginevra
- Gran Consiglio del Canton Giura
- Gran Consiglio del Canton Glarona
- Gran Consiglio del Cantone dei Grigioni
- Gran Consiglio del Canton Lucerna
- Gran Consiglio del Canton Neuchâtel
- Gran Consiglio del Canton Nidvaldo
- Gran Consiglio del Canton Obvaldo
- Gran Consiglio del Canton San Gallo
- Gran Consiglio del Canton Sciaffusa
- Gran Consiglio del Canton Soletta
- Gran Consiglio del Canton Svitto
- Gran Consiglio del Cantone Ticino
- Gran Consiglio del Canton Turgovia
- Gran Consiglio del Canton Uri
- Gran Consiglio del Canton Vallese
- Gran Consiglio del Canton Vaud
- Gran Consiglio del Canton Zugo
- Gran Consiglio del Canton Zurigo